# Берёзовка (Новохопёрский район)
Берёзовка — посёлок в Новохопёрском районе Воронежской области России. Входит в состав Коленовского сельского поселения.

## География
Посёлок расположен при запруде.

### Уличная сеть
- ул. Запрудная
- ул. Зареченская
- ул. Лесная
- ул. Новостройка
- ул. Центральная
- ул. Школьная

### Климат
Климат посёлка характеризуется как умеренно-континентальный. Лето жаркое, засушливое, зима не очень холодная. Снежный покров довольно устойчивый. В среднем температура воздуха за год составляет +5,5°С. Максимальная достоверная зафиксированная плюсовая температура достигает +40°С, минимальная -37°С. За год выпадает от 450 до 500 мм осадков, больше половины летом. Снежный покров держится до 120 дней, средняя высота 21 см. 

## История
Постановлением Воронежской областной думы от 18 ноября 2004 года № 1028-III-ОД посёлок совхоза «Елань-Коленовский» переименован в посёлок Березовка.

## Население
| 2010 |
| ---- |
| 352  |

## Инфраструктура
- В поселке имеется Муниципальное казенное общеобразовательное учреждение «Березовская основная общеобразовательная школа».[4]

Личное подсобное хозяйство с зоной сельскохозяйственного использования, индивидуальная застройка усадебного типа.
Основа экономики — сельское хозяйство.

## Транспорт
Посёлок доступен автотранспортом.